# Sarrabus

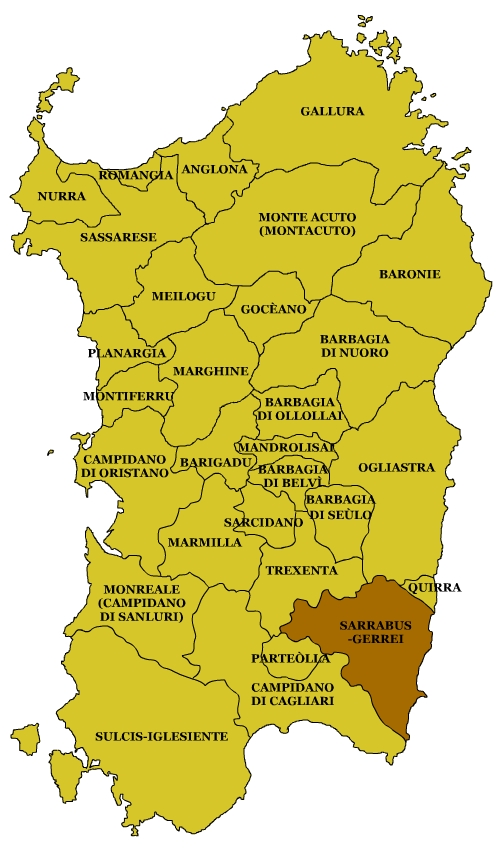
Carte de Sardaigne

Le Sarrabus est une zone géographique située dans la partie sud-orientale de la Sardaigne, confinée au nord par l'Ogliastra, à l'ouest par le Gerrei (une autre zone géographique), à l'est avec la mer Tyrrhénienne, et au sud par le massif des Sept Frères. Cette région est constituée de Castiadas, de Muravera, de San Vito et de Villaputzu.